# Альма Тейлор
Альма Луїза Тейлор (англ. Alma Louise Taylor; 1895–1974) — британська актриса.

## Біографія
Тейлор народилася в Лондоні. Вона вперше з'явилася на екрані як дитина-акторка у фільмі 1907 року «Голос його дочки». Далі вона знялася в більш ніж 150 кіноролях. Тейлор була однією з головних британських зірок 1910-х і початку 1920-х років. У 1915 році читачі Pictures і Picturegoers визнали її найпопулярнішою британською виконавицею, обійшовши Чарлі Чапліна на другому місці.
Після 1932 року вона знімалася лише зрідка, з'являючись у таких фільмах, як «Бузок навесні», «Блакитне вбивство в Сант-Трініані» та «Пам'ятна ніч» у 1950-х роках.
Померла в Лондоні у віці 79 років.

## Вибрана фільмографія
| Рік  | Фільм                          | Роль                | Notes           |
| ---- | ------------------------------ | ------------------- | --------------- |
| 1907 | His Daughter's Voice           |                     | Short           |
| 1910 | The Burglar and Little Phyllis | Філліс              | Short           |
| 1911 | Tilly at the Election          | Тіллі               | Short           |
| 1912 | Oliver Twist                   | Ненсі               |                 |
| 1913 | Adrift on Life's Tide          | Една Вілсон         | Short           |
| 1913 | David Copperfield              | Дора Спенлоу        |                 |
| 1913 | The Cloister and the Hearth    | Маргарет            |                 |
| 1914 | Justice                        | Нен Прескотт        |                 |
| 1914 | The Heart of Midlothian        | Магде Вілдфайр      |                 |
| 1914 | The Old Curiosity Shop         | місіс Квілп         |                 |
| 1915 | The Baby on the Barge          | Неллі Джаніс        | Short           |
| 1915 | The Golden Pavement            | Бреда Крейль        |                 |
| 1915 | The Man Who Stayed at Home     | Моллі Престон       |                 |
| 1915 | Sweet Lavender                 | Рут Рольф           |                 |
| 1915 | The Bottle                     |                     |                 |
| 1916 | Molly Bawn                     | Елеанор Массаріне   |                 |
| 1916 | The Marriage of William Ashe   | леді Кітті Брістоль |                 |
| 1916 | Trelawny of the Wells          | Роуз Трелауні       |                 |
| 1916 | Sowing the Wind                | Роузмонд            |                 |
| 1916 | The Grand Babylon Hotel        | принцеса Анна       |                 |
| 1916 | Annie Laurie                   | Енні Лорі           | Short           |
| 1917 | The American Heiress           | Бессі               | Short           |
| 1917 | Nearer My God to Thee          | Джоан               |                 |
| 1918 | The Touch of a Child           | Барбара Делл        |                 |
| 1918 | The Leopard's Spots            | жінка               | Short           |
| 1918 | A New Version                  | жінка               | Short           |
| 1918 | Boundary House                 | Дженні Гай          |                 |
| 1919 | The Forest on the Hill         | Друзілла Віддон     |                 |
| 1919 | Broken in the Wars             | леді Доротея Гамлін | Short           |
| 1919 | Sunken Rocks                   | Евелін Фаррар       |                 |
| 1919 | Sheba                          | Шеба                |                 |
| 1919 | The Nature of the Beast        | Анна де Бергхем     |                 |
| 1920 | Alf's Button                   | Ліз                 |                 |
| 1920 | Helen of Four Gates            | Гелен               |                 |
| 1920 | Mrs. Erricker's Reputation     | Джорджана Еррікер   |                 |
| 1921 | The Narrow Valley              | Вікторія            |                 |
| 1921 | Tansy                          | Тенсі Фірль         |                 |
| 1921 | The Tinted Venus               | Матильда Коллум     |                 |
| 1921 | Dollars in Surrey              |                     |                 |
| 1923 | The Pipes of Pan               | Поллі Буннінг       |                 |
| 1923 | Comin' Thro the Rye            | Гелен Адайр         |                 |
| 1923 | Mist in the Valley             | Маргарет Єоланд     |                 |
| 1923 | Strangling Threads             | Ірма Бріан          |                 |
| 1924 | Shadow of Egypt                | Ліліан Весткотт     |                 |
| 1926 | The House of Marney            | Беатріс Максон      |                 |
| 1927 | Quinneys                       | Сюзен Квінні        |                 |
| 1928 | Two Little Drummer Boys        | Альма Карсдейл      |                 |
| 1928 | A South Sea Bubble             | Мері Оттері         |                 |
| 1929 | The Night of Terror            |                     |                 |
| 1929 | The Hound of the Baskervilles  | місіс Беррімор      |                 |
| 1931 | Deadlock                       | місіс Трінг         |                 |
| 1932 | Bachelor's Baby                | тітка Мері          |                 |
| 1935 | Things Are Looking Up          | Schoolmistress      | Uncredited      |
| 1936 | Танцюють всі!                  | Роузмарі Сперджен   |                 |
| 1954 | Lilacs in the Spring           | жінка               |                 |
| 1955 | Stock Car                      | сестра Спротт       |                 |
| 1956 | Lost                           | місіс Беламі        | Uncredited      |
| 1956 | Людина, що знала надто багато  | Embassy Guest       | Uncredited      |
| 1957 | Blue Murder at St Trinian's    | мама принца Бруно   |                 |
| 1958 | A Night to Remember            | стара леді          | Final film role |